# Rarotonga
Rarotonga è un'isola appartenente all'arcipelago delle Isole Cook localizzata nel Pacifico meridionale.
Con una superficie di 67,1 km² è la maggiore delle isole dell'arcipelago, e la più popolata, con 14 153 abitanti. Su di essa si trova Avarua, capitale delle Isole Cook.

## Trasporti
Sull'isola è presente anche il principale aeroporto delle isole Cook (IATA: RAR, ICAO: NCRG) dove ha sede la compagnia aerea locale Air Rarotonga. L'aeroporto si trova a 4,5 km dal centro della capitale delle Isole Cook. I voli di linea internazionali effettuati dalle compagnie aeree Air New Zealand, Air Tahiti, Pacific Blue Airlines collegano l'aeroporto di Rarotonga con le città della Nuova Zelanda, Australia, Tahiti e degli USA. Inoltre la rete di voli di linea locali effettuati da Air Rarotonga permette di raggiungere altre isole delle Cook.
Rarotonga ha tre porti, Avatiu, Avarua e Avana, di cui solo il porto di Avatiu è di importanza commerciale . Il porto di Avatiu serve una piccola flotta di pescherecci e tra le isole, con navi da carico che visitano regolarmente dalla Nuova Zelanda attraverso altri porti delle isole del Pacifico. Le grandi navi da crociera visitano regolarmente Rarotonga, ma il porto è troppo piccolo per l'ingresso delle navi da crociera e devono ancorare al largo fuori dal porto.
L'isola è circondata da una strada principale, Ara Tapu, che segue la costa. Tre quarti di Rarotonga sono anche circondati dall'antica strada interna, Ara Metua. Lunga circa 29 km, questa strada fu costruita nell'XI secolo e per la maggior parte o tutta la sua lunghezza era pavimentata con grandi lastre di pietra.